# Quingey
Cet article possède un paronyme, voir Quincey.
Pour les articles homonymes, voir Quingey (homonymie).
Quingey est une commune française située dans le département du Doubs, la région culturelle et historique de Franche-Comté et la région administrative Bourgogne-Franche-Comté.
Ses habitants sont nommés les Quingeois.

## Géographie
Située principalement sur la rive droite de la Loue dont la vallée s'élargit progressivement, Quingey se trouve à une vingtaine de kilomètres de Besançon, sur la route de Lons-le-Saunier et de Lyon. Autrefois traversée par la N 83, elle bénéficie maintenant d'une déviation qui a donné lieu à la construction d'un viaduc impressionnant surplombant la vallée (inauguration en juillet 1999).

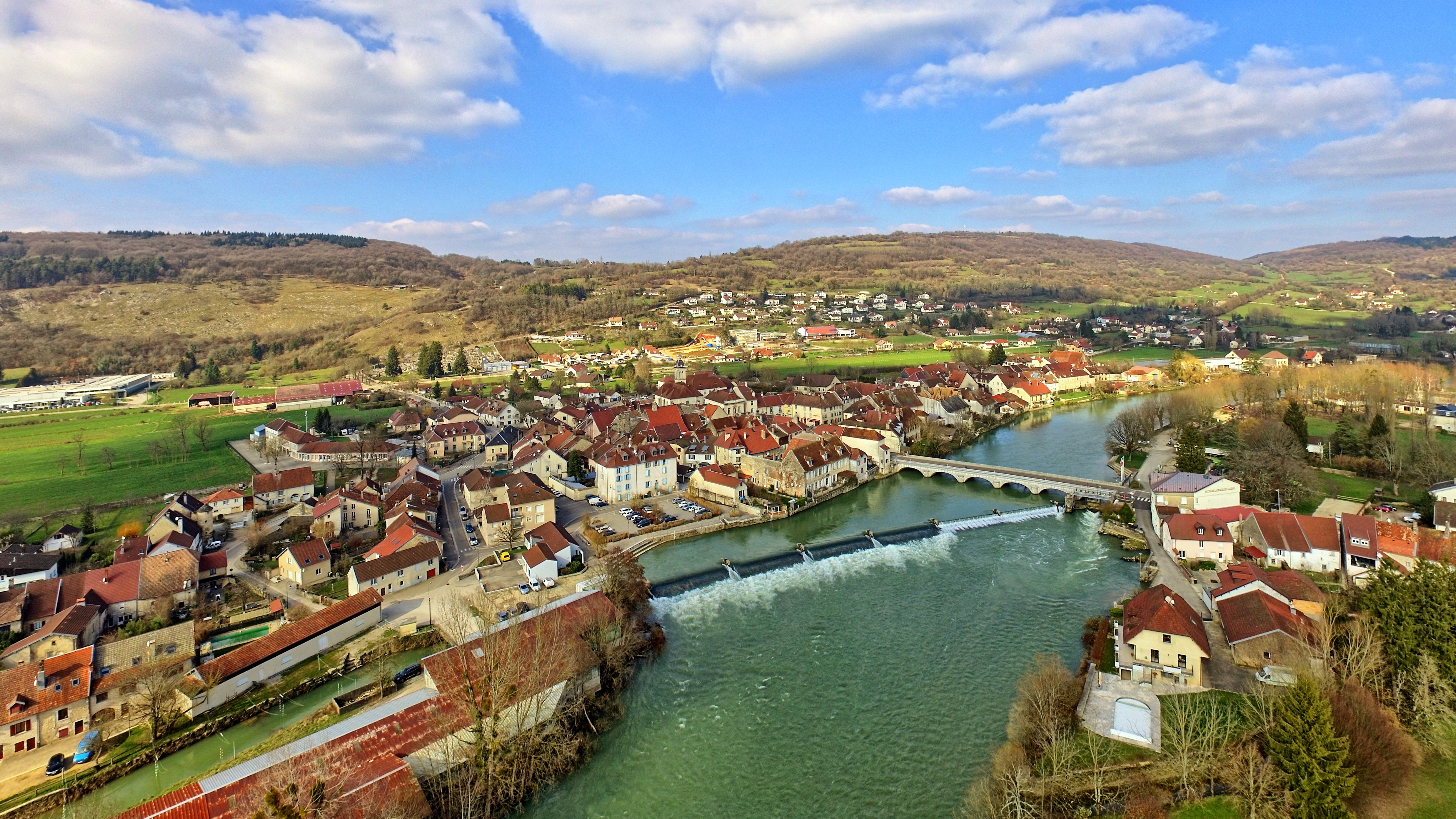
Vue générale de la ville au bord de la Loue.

### Toponymie
Quingiaco en 1135 ; Quingiacum en 1160 ; Quingey en 1165 ; Quingeio en 1239 ; Quinge en 1240 ; Quenge en 1249 ; Quingy en 1312 ; Quingey depuis 1363.

### Climat
Pour des articles plus généraux, voir Climat de la Bourgogne-Franche-Comté et Climat du Doubs.
En 2010, le climat de la commune est de type climat de montagne, selon une étude du Centre national de la recherche scientifique s'appuyant sur une série de données couvrant la période 1971-2000. En 2020, Météo-France publie une typologie des climats de la France métropolitaine dans laquelle la commune est exposée à un climat semi-continental et est dans la région climatique  Jura, caractérisée par une forte pluviométrie en toutes saisons (1 000 à 1 500 mm/an), des hivers rigoureux et un ensoleillement médiocre. 
Pour la période 1971-2000, la température annuelle moyenne est de 10,6 °C, avec une amplitude thermique annuelle de 17,1 °C. Le cumul annuel moyen de précipitations est de 1 180 mm, avec 13,4 jours de précipitations en janvier et 9,3 jours en juillet. Pour la période 1991-2020, la température moyenne annuelle observée sur la station météorologique de Météo-France la plus proche, « Arc-et-Senans », sur la commune d'Arc-et-Senans à 11 km à vol d'oiseau, est de 11,7 °C et le cumul annuel moyen de précipitations est de 1 182,8 mm. 
La température maximale relevée sur cette station est de 41,5 °C, atteinte le 13 août 2003 ; la température minimale est de −25 °C, atteinte le 2 janvier 1971,,. 
Les paramètres climatiques de la commune ont été estimés pour le milieu du siècle (2041-2070) selon différents scénarios d'émission de gaz à effet de serre à partir des nouvelles projections climatiques de référence DRIAS-2020. Ils sont consultables sur un site dédié publié par Météo-France en novembre 2022.

## Urbanisme

### Typologie
Au 1er janvier 2024, Quingey est catégorisée bourg rural, selon la nouvelle grille communale de densité à 7 niveaux définie par l'Insee en 2022.
Elle est située hors unité urbaine. Par ailleurs la commune fait partie de l'aire d'attraction de Besançon, dont elle est une commune de la couronne,. Cette aire, qui regroupe 310 communes, est catégorisée dans les aires de 200 000 à moins de 700 000 habitants,.

### Occupation des sols
L'occupation des sols de la commune, telle qu'elle ressort de la base de données européenne d’occupation biophysique des sols Corine Land Cover (CLC), est marquée par l'importance des forêts et milieux semi-naturels (46 % en 2018), une proportion identique à celle de 1990 (46 %). La répartition détaillée en 2018 est la suivante :
forêts (35,8 %), zones agricoles hétérogènes (23,1 %), prairies (19,5 %), zones urbanisées (11,3 %), milieux à végétation arbustive et/ou herbacée (10,2 %). L'évolution de l’occupation des sols de la commune et de ses infrastructures peut être observée sur les différentes représentations cartographiques du territoire : la carte de Cassini (XVIIIe siècle), la carte d'état-major (1820-1866) et les cartes ou photos aériennes de l'IGN pour la période actuelle (1950 à aujourd'hui).

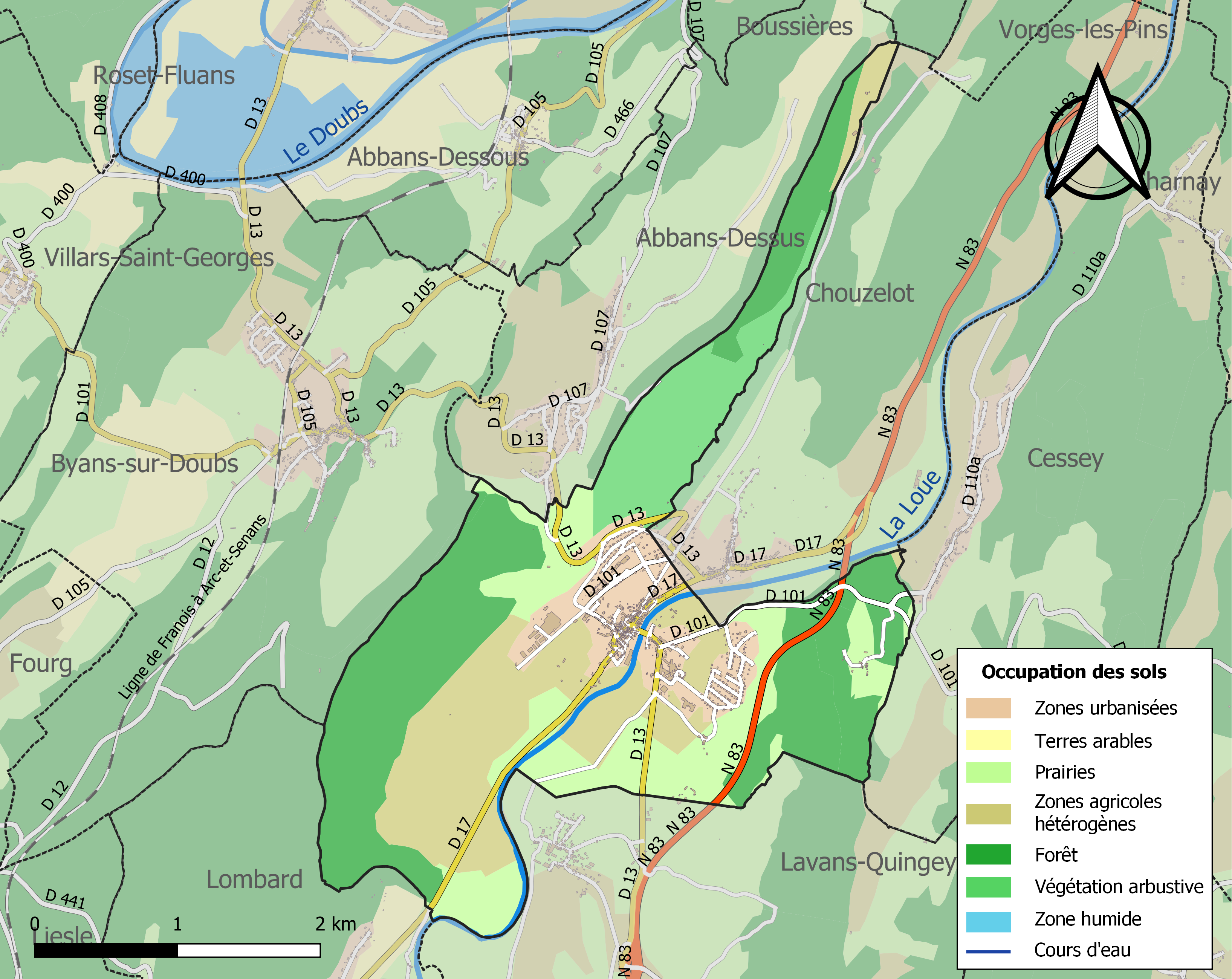
Carte des infrastructures et de l'occupation des sols de la commune en 2018 (CLC).

## Histoire
Quingey est une ville régie par un maire depuis 1610 (l’année de l’assassinat du roi Henri IV, événement que la Franche-Comté salua : c'était alors une province ultra catholique réunie à l’Espagne et ayant une certaine autonomie, elle ne devint réellement française qu’en 1678). Elle possédait son propre bailliage mais dépendait en dernier ressort de celui de Dole.
La carte de Cassini, réalisée sous Louis XV en 1747, fait état d’un fourneau, d’un moulin et d’une forge à Quingey. Le moulin de Saint-Renobert y apparaît également. Il n’y avait pas moins de vingt roues à aubes à Chouzelot et Quingey dont celle de Saint-Renobert.
L'étymologie de « Quingey » est celtique : QUIN qui signifie « beau » et GY qui signifie « séjour ».
Au cours des siècles et jusqu’au Moyen Âge, Quingey, dont les habitations étaient pour la plupart en bois, a été détruit trois fois par des incendies.
Quingey a toujours occupé une place importante sur le plan administratif et plus particulièrement depuis la Révolution de 1789 lorsque la ville est devenue chef-lieu de district.
C’est Girart de Roussillon qui aurait fait construire le château de Quingey (an VIII de notre ère), château très prisé par les comtes de Bourgogne dont le père du Pape Calixte II, né à Quingey en 1060, de son vrai nom Gui de Bourgogne. Sur la place des Rives de la Loue où il se situait, ont été construites : la poste inaugurée en 1995, et la perception, ce après la destruction de l’usine de Quingey devenue vétuste et dangereuse et qui fut successivement clouterie du début du XXe siècle jusqu’en 1930, puis sparterie (tissage de fibres végétales : nattes, tapis-brosse) pendant quelques années, et, enfin, fabrique de couverts et de plats en inox du temps de Jean Simon.

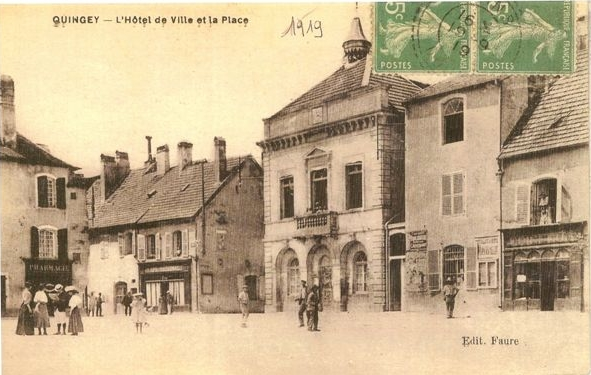
Carte postale représentant la place de la Mairie de Quingey, datée de 1919.

L'usine Simon a été rebâtie dans la zone artisanale de La Blanchotte en 1988 après avoir été reprise par Guy Degrenne, puis par le groupe PSP Peugeot (Peugeot Salières Poivrières). Il a été impossible en 1988 de retrouver les traces du château enfoui sous des tonnes de béton sur lesquelles reposaient, en particulier, les presses de l’usine.
L'ancien Hospice Dornier a été considérablement agrandi pour devenir aujourd’hui un centre hospitalier composé de la maison de retraite, du centre de rééducation fonctionnelle et du centre de long séjour. Avec la MAS (Maison d’Accueil Spécialisée) construite un peu plus loin, ce sont les plus gros employeurs de la région avec deux cent cinquante à trois cents salariés.

## Héraldique
Quingey aurait obtenu son titre de « ville » au XVIIe siècle au fait « qu'elle est constituée d’un assemblage de maisons organisées par rues et entourées d'enceintes, de remparts et de fossés ». Son blason comporte quatre tours : les quatre tours de l'ancien château. 
| Blason de Quingey | Blason  | De gueules à la croix d'argent, cantonnée de quatre tours du même, à la bordure aussi d'argent. |
| Blason de Quingey | Détails | Le statut officiel du blason reste à déterminer.                                                |

## Lunatic Festival
Depuis 2014, Quingey accueille chaque année le Lunatic Festival, organisé par l'association Mal Lunée le deuxième week-end de septembre. Cet événement culturel, qui se tient au Big'Oody, propose des spectacles de théâtre, cirque, musique et danse, avec une entrée à prix libre. Il attire un public varié et contribue à la vitalité culturelle de la commune, renforçant son label de Cité de Caractère de Bourgogne-Franche-Comté.

## Simon de Quingey
Simon de Quingey (1448-1523), né à Quingey où son père était châtelain, est une figure historique marquante. Page à la cour de Bourgogne, il se distingua lors de la bataille de Montlhéry (1465) en sauvant Charles le Téméraire, alors comte de Charolais, en lui cédant son cheval. Échanson, diplomate et compagnon d'armes du duc, Simon participa aux campagnes de Flandre, Picardie et Allemagne. Capturé par Louis XI, il fut emprisonné dans une cage de fer à Plessis-lès-Tours avant d'être libéré. Nommé bailli royal de Troyes et grand maître d'hôtel de Marguerite d'Autriche, il termina sa vie à Quingey, où sa tombe, située dans une chapelle de l'église, fut détruite en 1796.

## Château comtal
Le château comtal de Quingey, fondé par Girart de Roussillon au VIIIe siècle et remanié aux XIIIe siècle et XVe siècle, est un monument historique inscrit depuis 1991. Bien que partiellement en ruines, il conserve une tour ronde à toiture conique, intégrée à un corps de logis plus récent. Ce château est célèbre pour être le lieu de naissance présumé de Gui de Bourgogne (1060-1124), futur pape Calixte II, qui joua un rôle clé dans l'organisation des pèlerinages à Saint-Jacques-de-Compostelle. Le château témoigne de l'importance stratégique de Quingey sous les comtes de Bourgogne.

## Patrimoine complémentaire
Quingey se distingue par ses vieilles maisons fortifiées avec tours au toit de lauzes, vestiges de son passé de ville fortifiée au XVIIe siècle, entourée de remparts et de fossés. Le pont et le barrage sur la Loue, rivière traversant la commune, ont soutenu son développement économique grâce aux moulins et forges, comme en témoigne la carte de Cassini (1747). Ces éléments, associés à la beauté naturelle de la Loue, contribuent au charme de Quingey, labellisée Cité de Caractère.

## Politique et administration
| Période                                  | Période                     | Identité                                    | Étiquette           | Qualité                                                     |
| ---------------------------------------- | --------------------------- | ------------------------------------------- | ------------------- | ----------------------------------------------------------- |
| 2017                                     | En cours (au 1er juin 2020) | Sarah Faivre Réélu pour le mandat 2020-2026 | SE (sans étiquette) | Professeur de gestion, CFA Hilaire de Chardonnet à Besançon |
| Les données manquantes sont à compléter. |                             |                                             |                     |                                                             |

## Démographie
L'évolution du nombre d'habitants est connue à travers les recensements de la population effectués dans la commune depuis 1793. Pour les communes de moins de 10 000 habitants, une enquête de recensement portant sur toute la population est réalisée tous les cinq ans, les populations de référence des années intermédiaires étant quant à elles estimées par interpolation ou extrapolation. Pour la commune, le premier recensement exhaustif entrant dans le cadre du nouveau dispositif a été réalisé en 2006.

En 2022, la commune comptait 1 313 habitants, en évolution de −7,86 % par rapport à 2016 (Doubs : +1,88 %, France hors Mayotte : +2,11 %).
| 1793 | 1800  | 1806  | 1821 | 1831 | 1836 | 1841 | 1846  | 1851  |
| ---- | ----- | ----- | ---- | ---- | ---- | ---- | ----- | ----- |
| 987  | 1 110 | 1 050 | 878  | 801  | 982  | 991  | 1 038 | 1 210 |

| 1856  | 1861  | 1866  | 1872  | 1876  | 1881 | 1886 | 1891 | 1896 |
| ----- | ----- | ----- | ----- | ----- | ---- | ---- | ---- | ---- |
| 1 157 | 1 154 | 1 210 | 1 060 | 1 042 | 958  | 945  | 897  | 868  |

| 1901 | 1906 | 1911 | 1921 | 1926 | 1931 | 1936 | 1946 | 1954 |
| ---- | ---- | ---- | ---- | ---- | ---- | ---- | ---- | ---- |
| 887  | 865  | 867  | 719  | 718  | 723  | 664  | 843  | 830  |

| 1962 | 1968 | 1975 | 1982 | 1990 | 1999  | 2006  | 2011  | 2016  |
| ---- | ---- | ---- | ---- | ---- | ----- | ----- | ----- | ----- |
| 836  | 854  | 936  | 920  | 980  | 1 049 | 1 217 | 1 361 | 1 425 |

| 2021  | 2022  | - | - | - | - | - | - | - |
| ----- | ----- | - | - | - | - | - | - | - |
| 1 356 | 1 313 | - | - | - | - | - | - | - |

## Label
Les pelouses de la côte de Moini, à l'ouest du bourg, sont labellisées espace naturel sensible au titre des pelouses sèches. La fermeture avancée de ces espaces est un témoin de l'évolution des activités agricoles et de l'abandon des pratiques traditionnelles : les anciens pâturages sont aujourd'hui colonisés par les arbres et arbustes.

## Évènements culturels
Tous les ans à Quingey, l'association Mal Lunée organise le Lunatic Festival qui se déroule le deuxième week-end de septembre. Ce festival se tient au big'Oody en plein cœur de Quingey et rassemble spectacles de théâtre, de cirque, de musique ou de danse. Le festival a vu le jour en 2014, et en est à sa 3e édition. L'entrée se fait à prix libre donnant l'accès à tous les spectacles sous chapiteaux yourtes ou en extérieur.

## Lieux et monuments
Quingey est labellisée Cité de Caractère de Bourgogne-Franche-Comté.
- Le château comtal de Quingey des XIIIe et XVe siècles, lieu de naissance du pape Calixte II, inscrit aux monuments historiques depuis 1991.
- La Chapelle de la Confrérie de la Croix du XVIIe siècle.
- l'église Saint-Martin des XVIIIe et XIXe siècles.
- Le pont et le barrage sur la Loue.
- Les vieilles maisons avec tour au toit de lauzes.

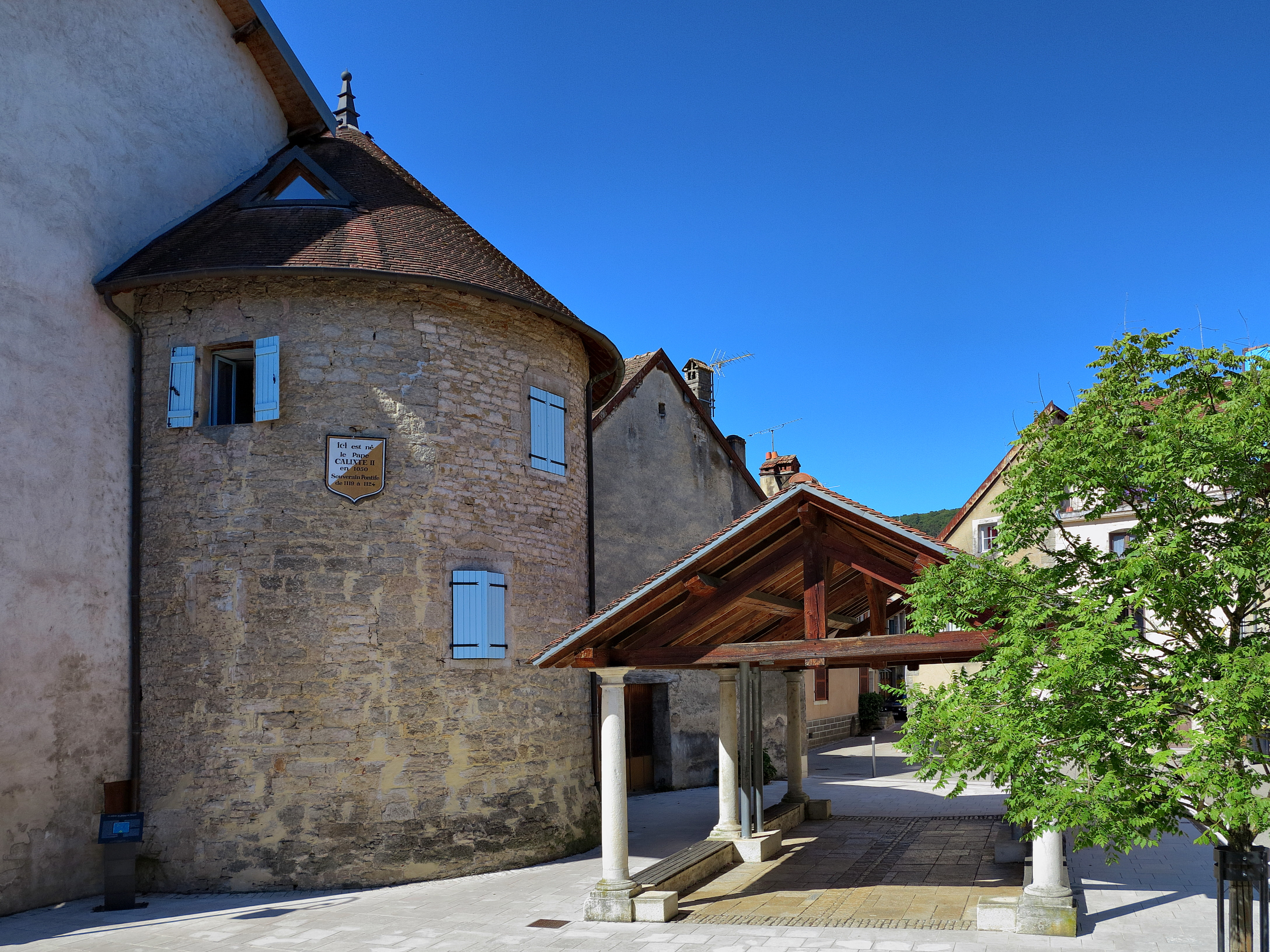
La tour du château.
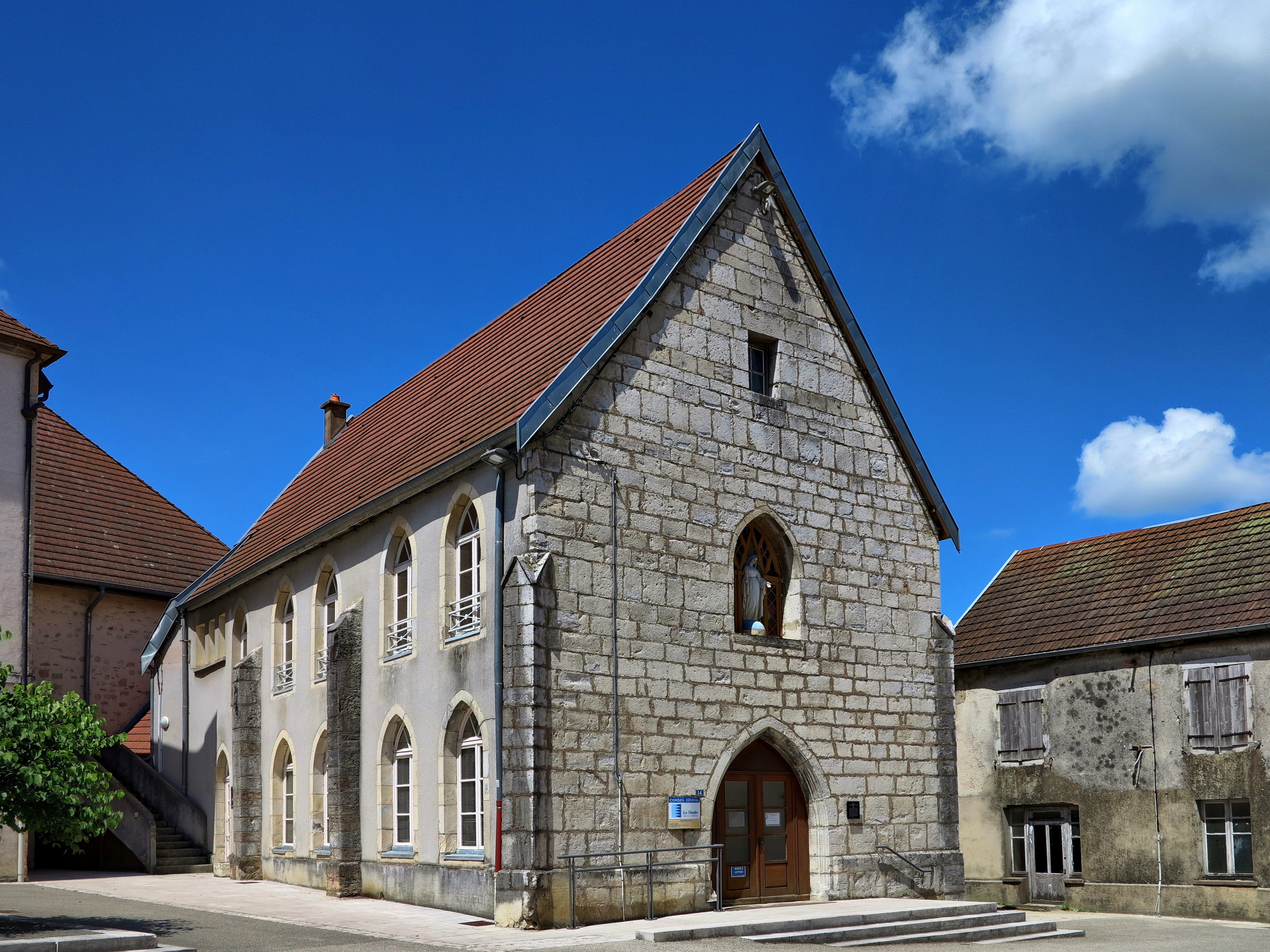
La chapelle de la Confrérie de la Croix.
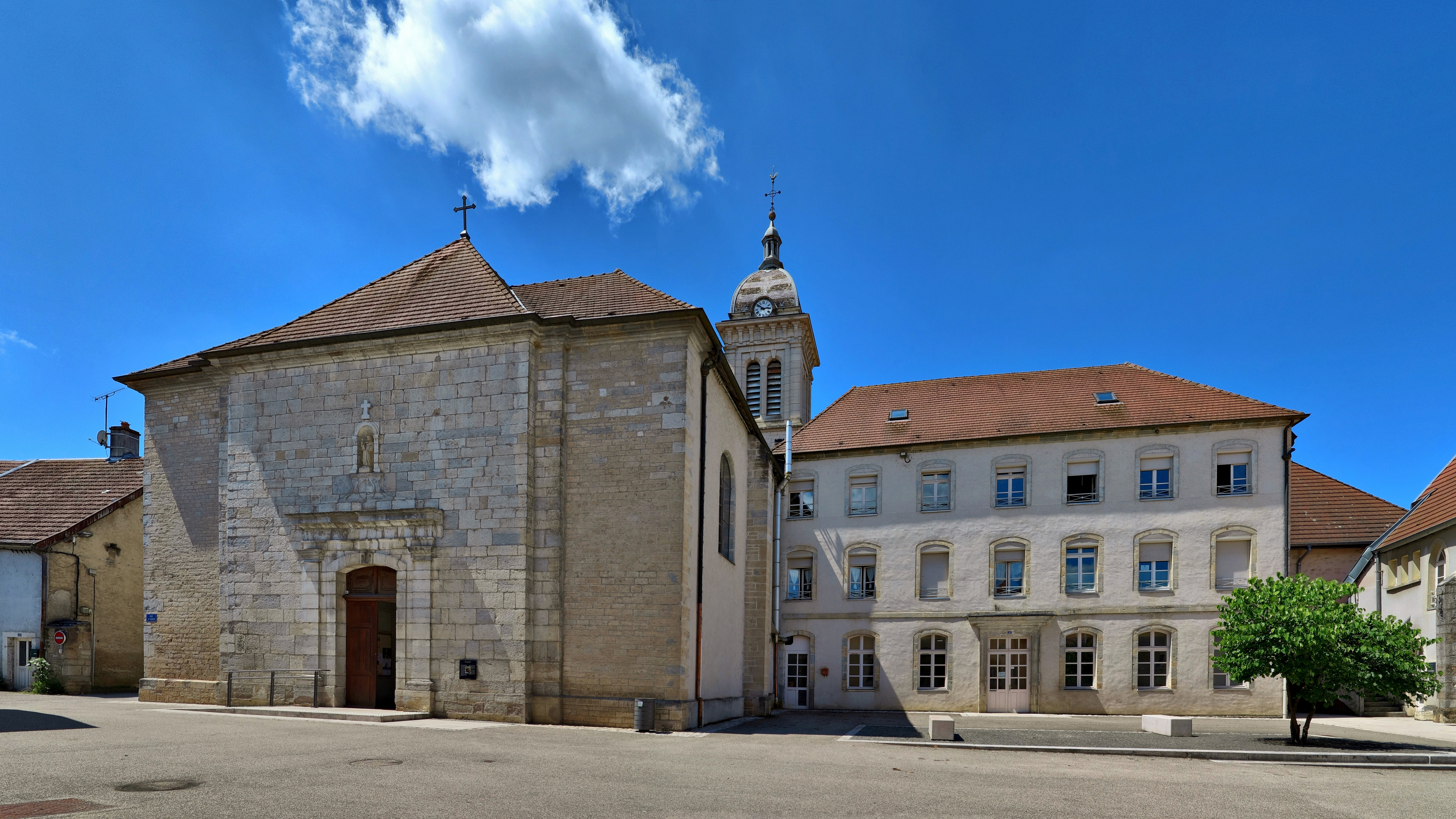
L'église Saint Martin.
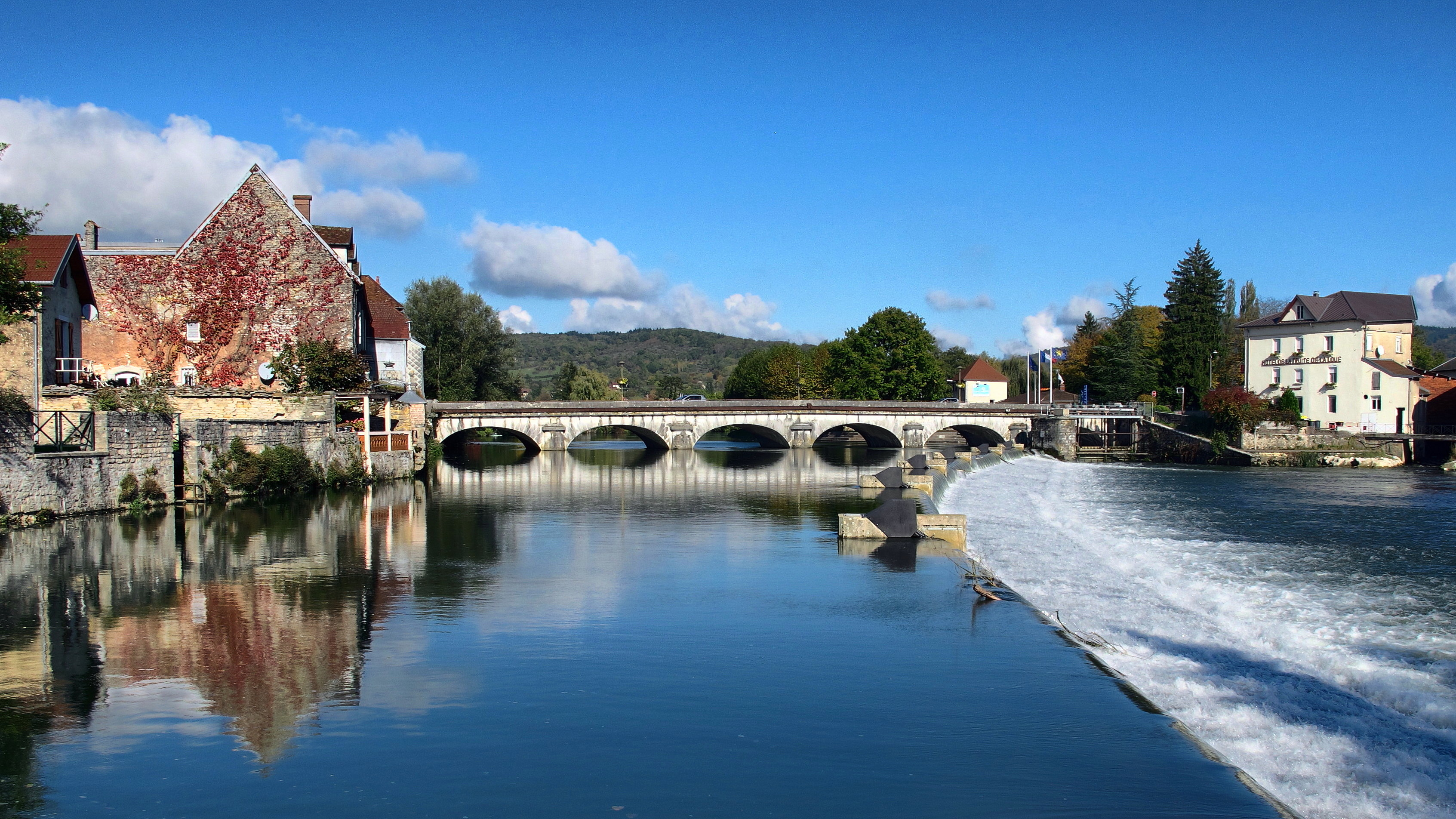
Le pont et le barrage sur la Loue.
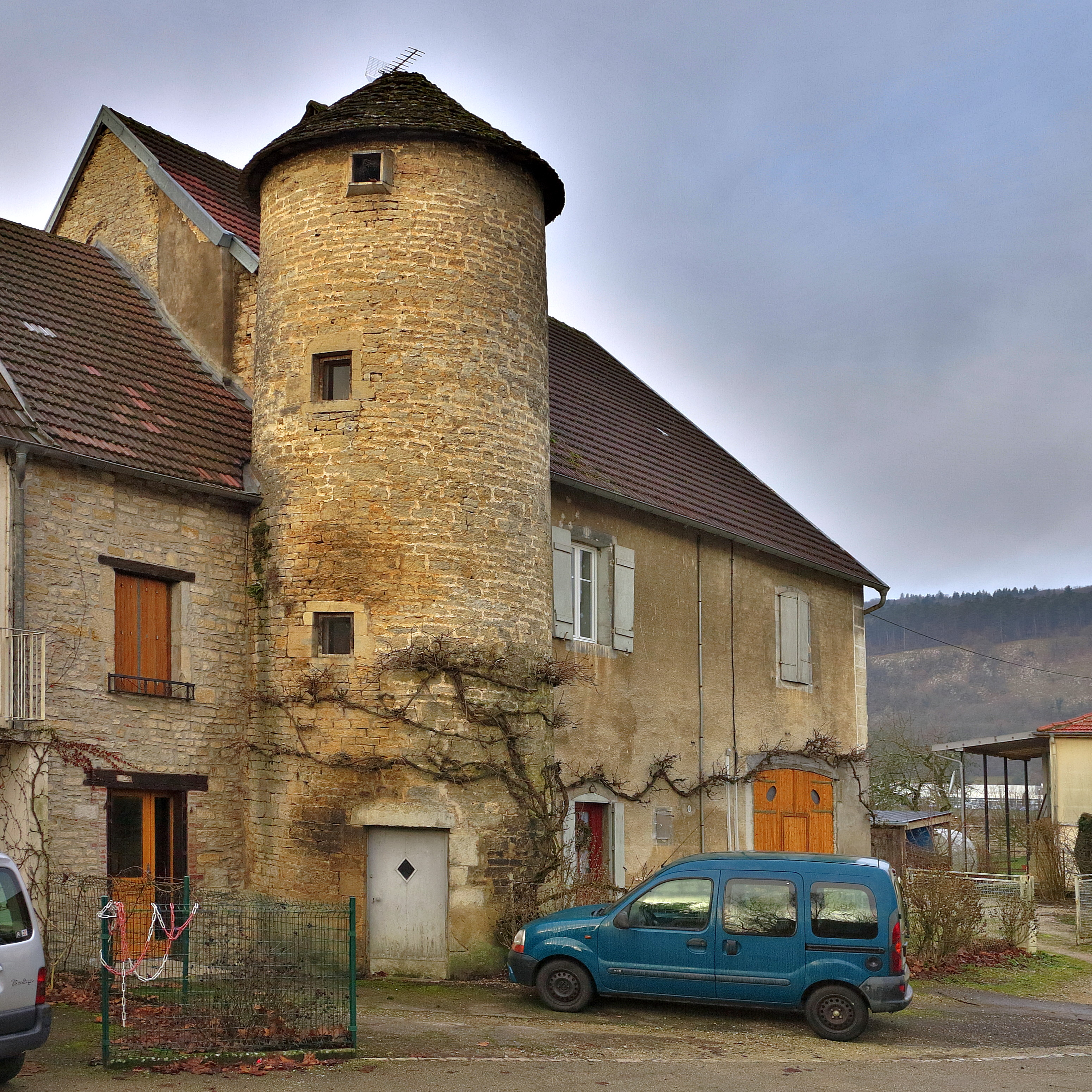
La tour des Ducs de Bourgogne.
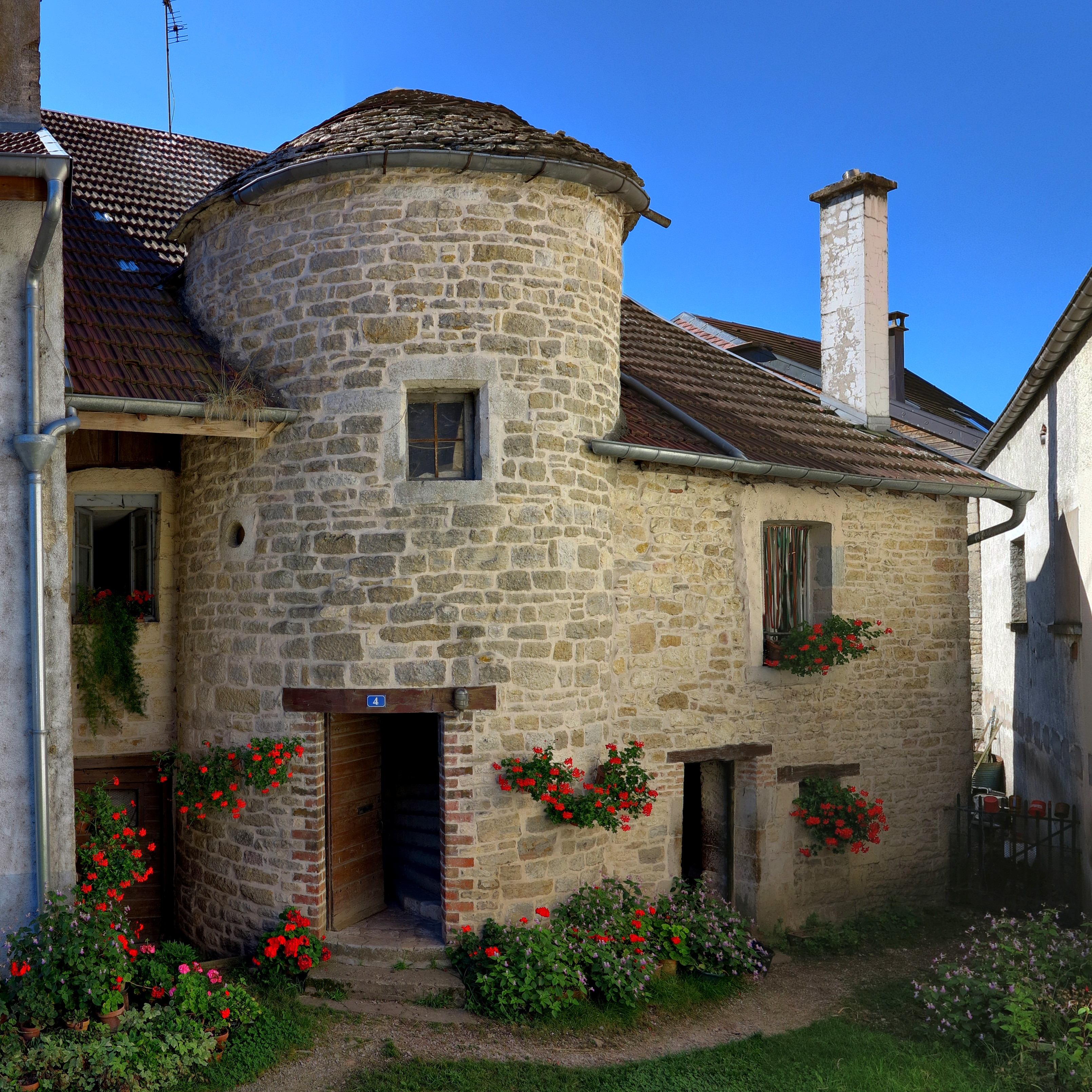
Vieille maison avec tour.

## Historique
Le pont de Quingey, situé au centre du village, enjambe la rivière Loue. Construit à l’origine en 1590, il fut reconstruit en 1844 après des dégradations probables dues aux crues ou à l’usure. Il constitue un élément clé du patrimoine de Quingey, s’intégrant au paysage historique aux côtés du Château Comtal et des maisons à toits de lauzes.

## Caractéristiques
Le pont, probablement à arches en pierre, est typique des constructions du XIXe siècle en Franche-Comté. Il supporte le trafic local et marque la fin d’un secteur autorisé pour la navigation en canoë-kayak (entre la retenue de Quingey à Chouzelot et le pont, de 10h à 18h, si le débit dépasse 5 m³/s à Vuillafans).

## Historique
Le barrage de Quingey, propriété de l’EPAGE Haut-Doubs Haute-Loue, a été modernisé en 1992 avec l’installation de vannes et clapets semi-automatiques pour limiter les inondations. En 2021, des travaux d’entretien ont permis de rénover le système hydraulique (remplacement des vérins, flexibles, et décapage des clapets) par l’entreprise EIF de Dannemarie-sur-Crète, avec un abaissement temporaire du niveau de la Loue de 70 cm le 27 septembre 2021.[]

## Fonctions
Le barrage remplit plusieurs rôles :
- **Maintien du profil de la rivière** : Stabilisation du lit de la Loue dans le village pour prévenir l’érosion.
- **Alimentation en eau potable** : Maintien du niveau de la nappe phréatique, captée par la société SAUR.
- **Régulation des crues** : Les vannes et clapets, manipulés par les agents de l’EPAGE et municipaux, réduisent les risques d’inondation.
- **Continuité écologique** : Une passe à poissons, installée avant 2010, facilite la migration de l’apron du Rhône et d’autres espèces, bien que son efficacité soit encore étudiée.

## Enjeux écologiques
Le barrage crée un plan d’eau stagnant, augmentant la température de la Loue jusqu’à 26°C en période de canicule, ce qui pousse les truites et ombres vers l’amont. La qualité de l’eau est affectée par une surcharge en phosphore et azote, aggravée par les barrages. Des efforts pour rétablir la continuité écologique visent à supprimer certains seuils sur la Loue d’ici 2018, permettant la libre circulation des poissons et sédiments. Un incident en 2021 a mis en lumière les dangers du barrage, lorsqu’une famille en canoë a été secourue après être restée coincée.

## Galerie

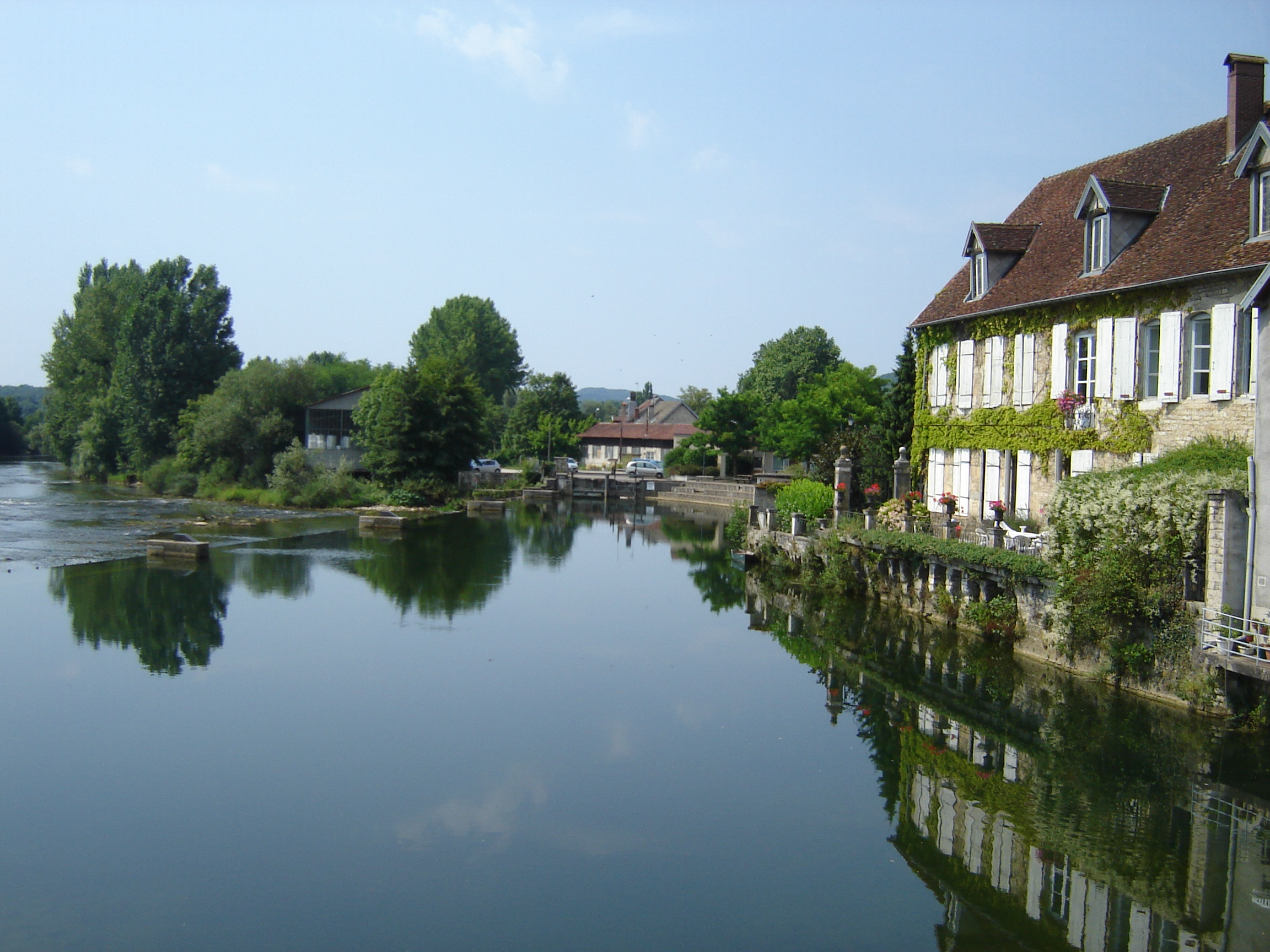
Quingey : le barrage vu du pont.
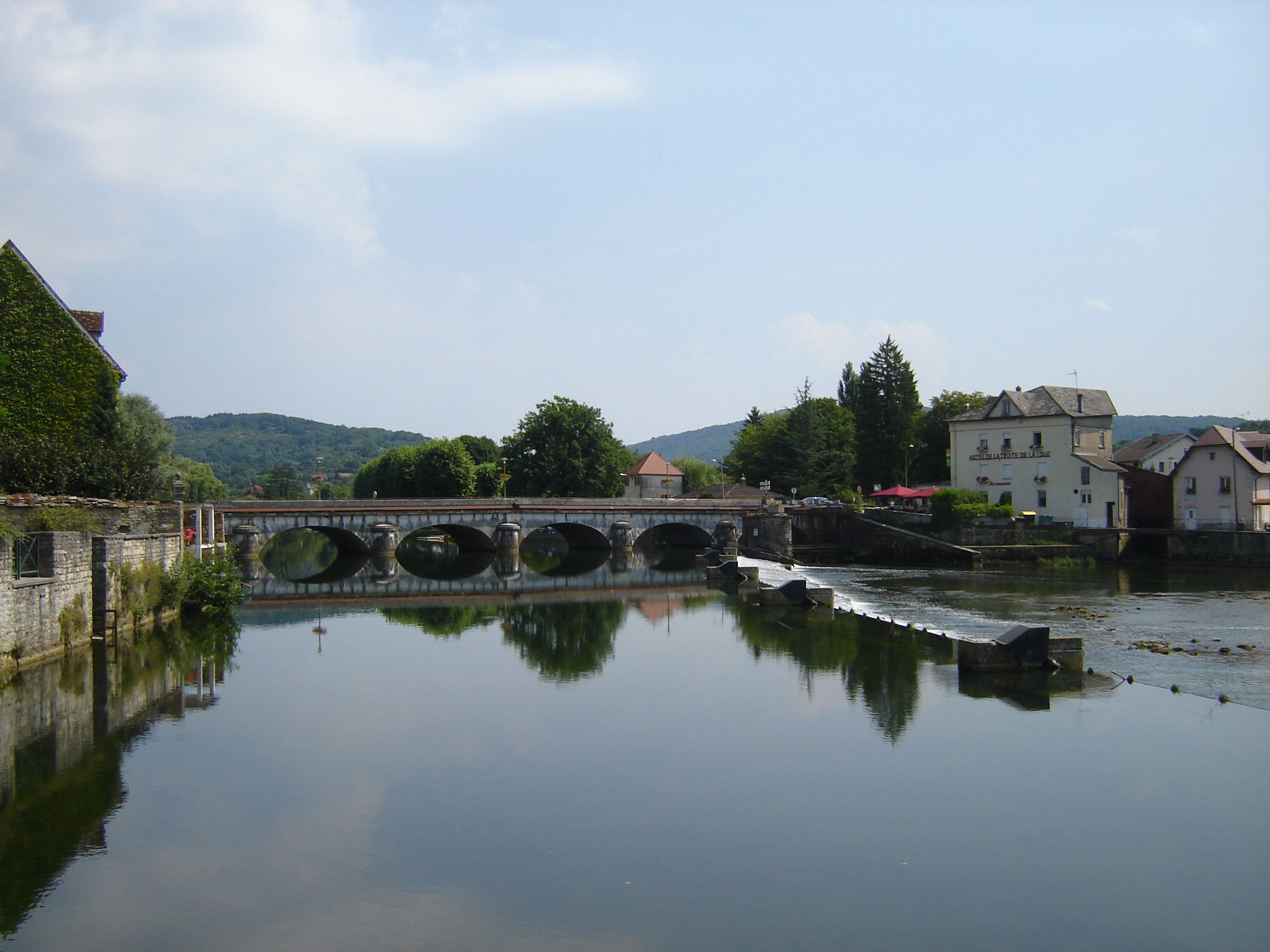
Pont de Quingey sur la Loue.
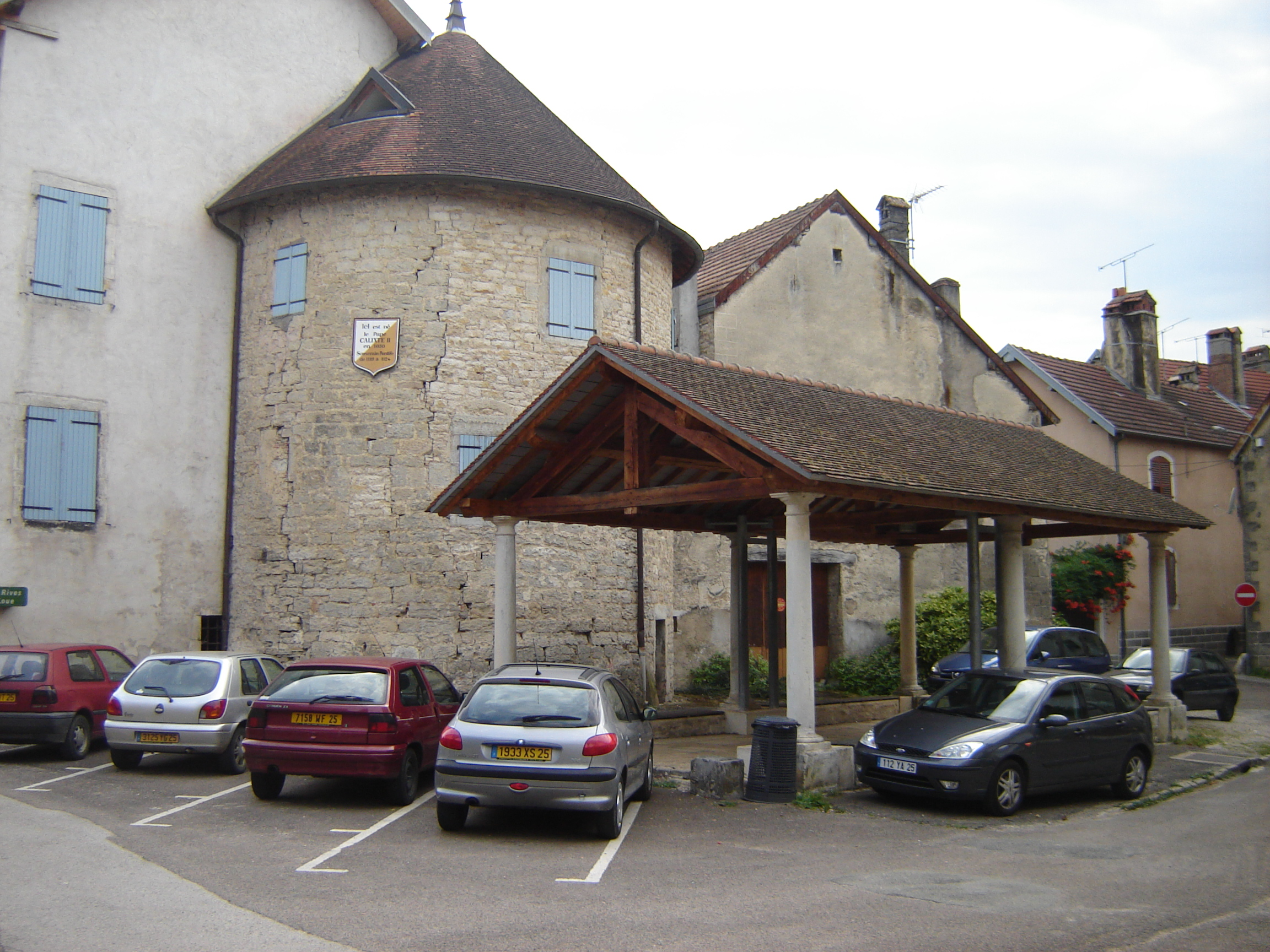
Tour Calixte II.
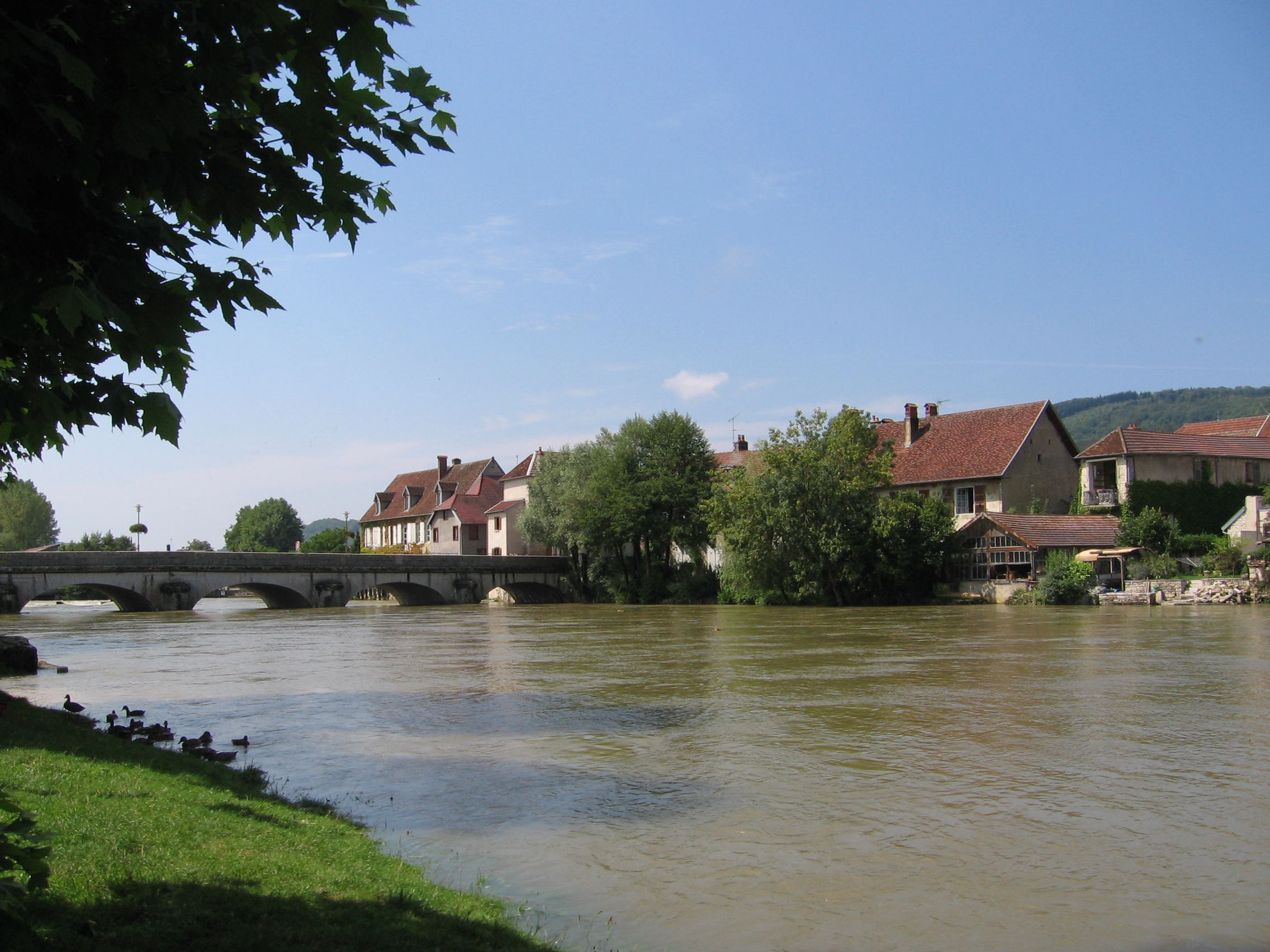
Pont vu du terrain de camping.
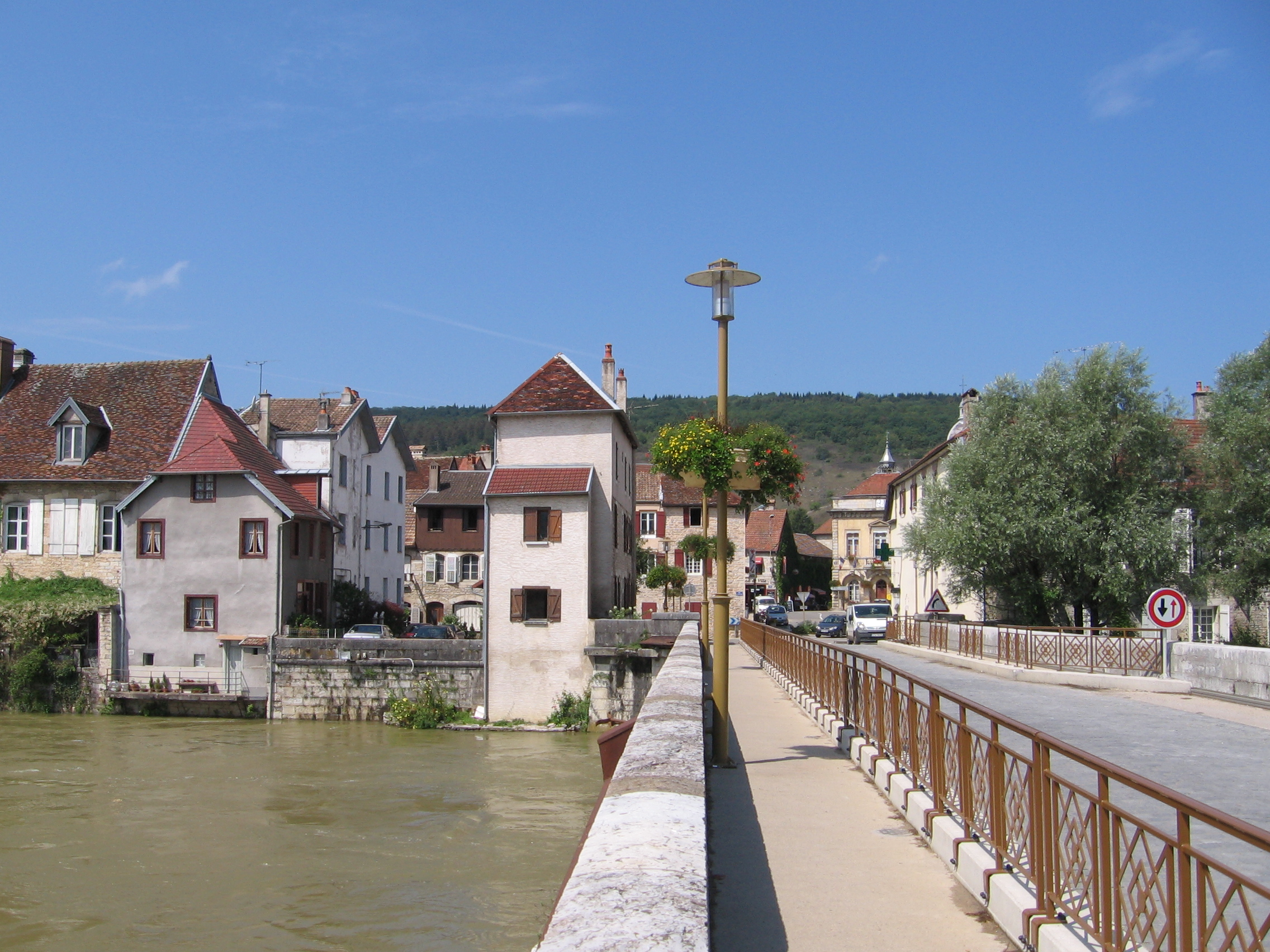
Sur le pont de Quingey.
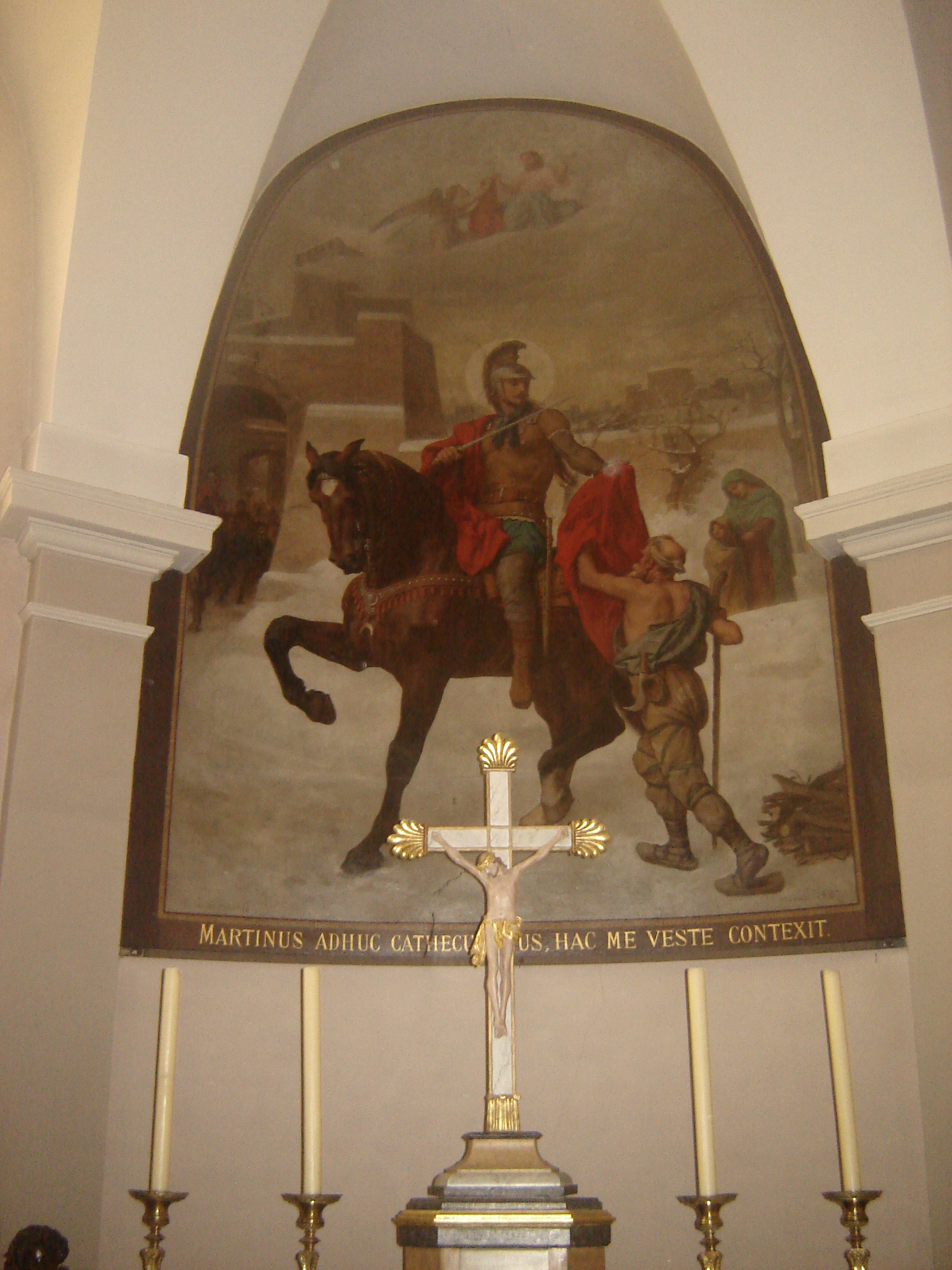
Fresque du chœur de l'église, Saint Martin à la porte d'Amiens par Félix-Henri Giacomotti, inaugurée en 1892.
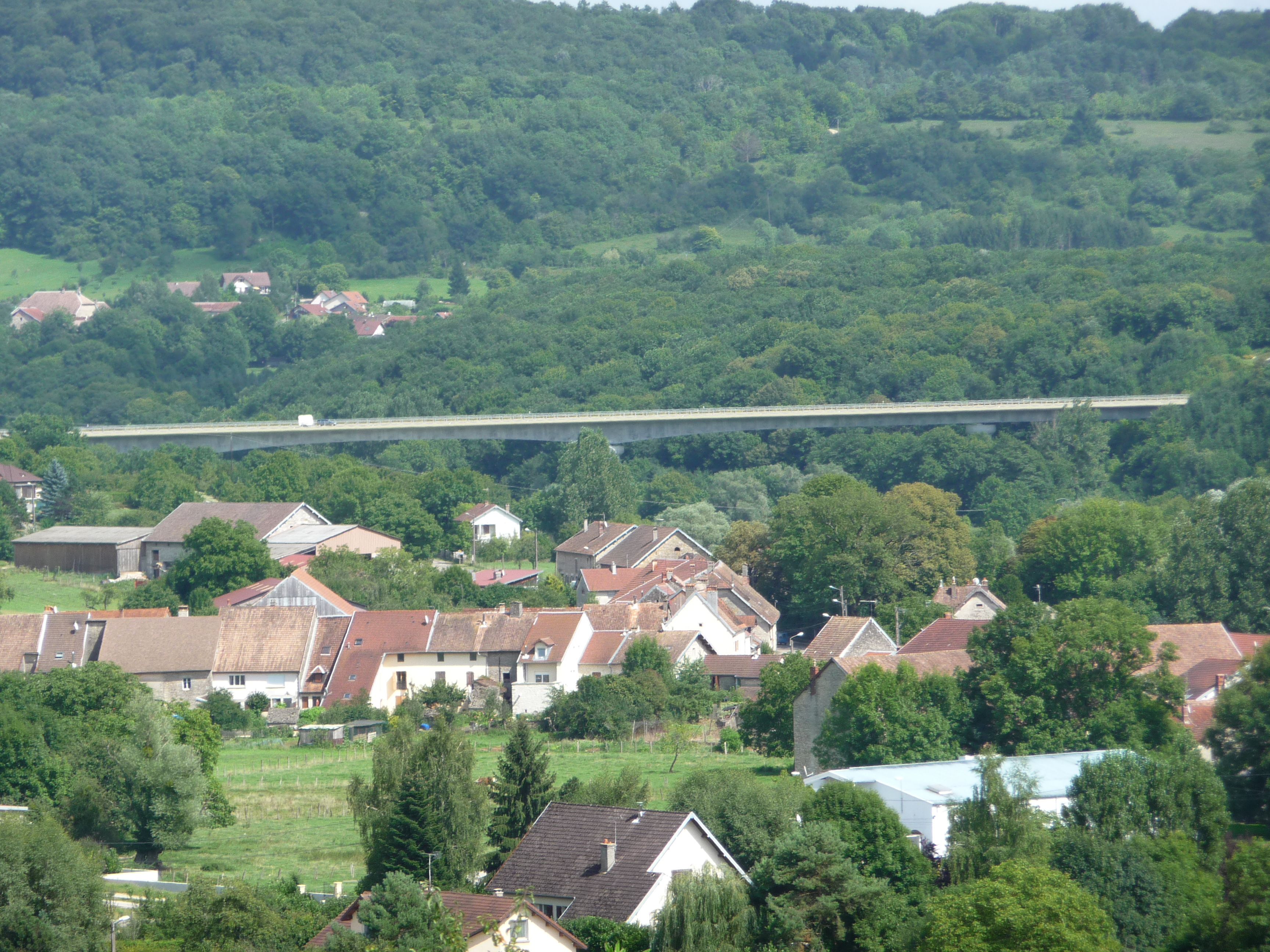
Le viaduc de la déviation de la N 83.
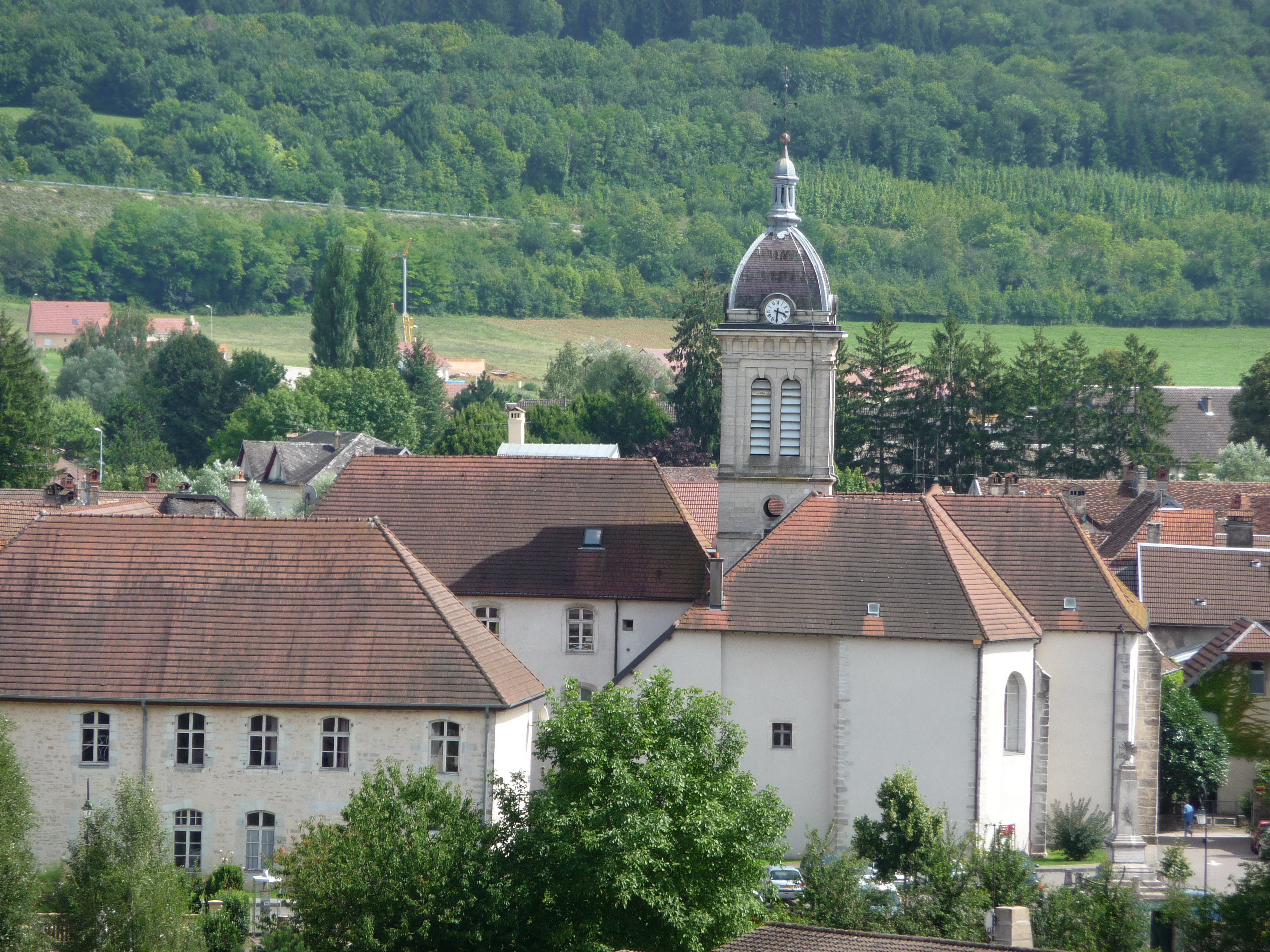
Le chevet de l'église et l'ancien couvent des Dominicains vu au nord-ouest.

## Personnalités liées à Quingey
Le tableau suivant recense les figures notables nées ou ayant un lien avec Quingey, commune du Doubs labellisée Cité de Caractère de Bourgogne-Franche-Comté.
| Nom                                               | Description |
| ------------------------------------------------- | --- |
| Gui de Bourgogne                                  | Né à Quingey vers 1050 et mort au Vatican en 1124, il fut archevêque puis pape sous le nom de Calixte II (1119-1124). Il joua un rôle clé dans l'organisation des pèlerinages à Saint-Jacques-de-Compostelle. La tour du château comtal de Quingey, où il serait né, est toujours visible. |
| Simon de Quingey                                  | Né en 1448 à Quingey et mort en 1523, militaire comtois au service des ducs de Bourgogne, seigneur de Quingey. Il se distingua en sauvant Charles le Téméraire lors de la bataille de Montlhéry (1465) et fut emprisonné par Louis XI avant de devenir bailli royal de Troyes.             |
| Jean-Baptiste Rose                                | Né à Quingey en 1714 et mort en 1805, docteur en théologie et membre de l'Académie de Besançon |
| Claude François Joseph d'Auxiron                  | Né à Quingey vers 1728 et mort en 1778, militaire et inventeur, connu pour ses contributions techniques. |
| Simon Vuillier                                    | Né à Quingey le 10 décembre 1740 et mort à Dole le 19 mai 1818, homme politique et homme d'affaires franc-comtois. |
| Jacques Monnot                                    | Né à Quingey en 1743 et mort en 1825, homme politique, député à l'Assemblée législative et maire de Besançon en 1815. |
| Ferdinand Louis Perron                            | Né en 1823 et mort en 1870, peintre ayant fréquenté à Quingey la famille de Ferréol Gannard (1795-1856). |
| Félix-Henri Giacomotti                            | Né à Quingey en 1828 et mort à Besançon en 1909, peintre. Il réalisa une fresque dans le chœur de l'église Saint-Martin de Quingey, intitulée Saint Martin partageant son manteau, ainsi qu'un tableau, Le Martyre de saint Sébastien, visible dans la même église.                        |
| Charles-Georges Fenouillot de Falbaire de Quingey | Auteur dramatique français, lié à Quingey par son titre et ses activités littéraires. |
| André Oudet                                       | Né à Myon le 8 janvier 1942 et mort à Besançon le 6 juillet 1999, peintre influencé par Picasso et Manessier. Il remporta en 1964 un concours pour la réalisation d'une fresque à l'école de Quingey.                                                                                      |
| Roger Lombardot                                   | Né à Quingey en 1947, auteur et metteur en scène de théâtre. |